# Kotjärnen (Ljusdals socken, Hälsingland)
Kotjärnen är en sjö i Ljusdals kommun i Hälsingland och ingår i Ljusnans huvudavrinningsområde.